# Puchar Narodów Pacyfiku 2015
Puchar Narodów Pacyfiku 2015 – dziesiąta edycja corocznego turnieju organizowanego pod auspicjami World Rugby dla drużyn z regionu Pacyfiku. Turniej odbył się pomiędzy 18 lipca a 3 sierpnia 2015 roku i wzięło w nim udział sześć reprezentacji.
W fazie grupowej żaden z zespołów nie odniósł kompletu zwycięstw, a do finału awansowały Fidżi i Samoa, które zremisowały swój bezpośredni pojedynek w rundzie drugiej. W nim lepsi okazali się Fidżyjczycy, miejsce trzecie po zwycięstwie nad Japonią zajęli Tongijczycy, a na piątej pozycji pokonując Kanadyjczyków uplasowali się reprezentanci USA.

## Informacje ogólne
Zawody zaplanowano do rozegrania w trzech krajach – Fidżi gościło jeden mecz, USA cztery, zaś pozostałe siedem (w tym fazę pucharową) Kanada. System rozgrywek był modyfikacją tego z poprzedniej edycji i został opublikowany w połowie lutego 2014 roku. Sześć uczestniczących reprezentacji zostało podzielonych na dwie trzyzespołowe grupy, rywalizowały one następnie w ciągu trzech pierwszych meczowych dni z drużynami z innej grupy. Po zakończeniu pierwszej fazy ustalany był ranking – zespoły z pierwszych dwóch miejsc rywalizowały o triumf w zawodach, kolejna dwójka o miejsce trzecie, a pozostałe o piątą lokatę. Zwycięzca meczu zyskiwał cztery punkty, za remis przysługiwały dwa punkty, porażka nie była punktowana, a zdobycie przynajmniej czterech przyłożeń lub przegrana nie więcej niż siedmioma punktami premiowana była natomiast punktem bonusowym.
Sędziowie zawodów zostali wyznaczeni na początku maja 2015 roku. Mecze transmitowane były przez stacje TSN, ESPN, Fiji TV i SKY oraz dostępne w postaci stream na oficjalnej stronie World Rugby.
Dla wszystkich sześciu zespołów zawody te stanowiły jeden z etapów przygotowań do Pucharu Świata 2015. Składy drużyn.

## Mecze

### Tydzień 1
| 18 lipca 201515:00 | Fidżi                                                            | 30:22(10:8) | Tonga                                                                  | ANZ Stadium, Suva Sędzia: Chris Pollock |
| 18 lipca 201515:00 | Seniloli 5 (P) Nayacalevu 5 (P) Ravai 5 (P) Volavola 15 (3pd 3K) | 30:22(10:8) | Vainikolo 5 (P) Veainu 5 (P) Takulua 5 (P) Lilo 5 (pd K) Morath 2 (pd) | ANZ Stadium, Suva Sędzia: Chris Pollock |

| 18 lipca 201515:00 | Kanada          | 6:20(3:11) | Japonia                       | Avaya Stadium, San Jose Sędzia: Luke Pearce |
| 18 lipca 201515:00 | McRorie 10 (2P) | 6:20(3:11) | Fujita 5 (P) Gorōmaru 15 (5K) | Avaya Stadium, San Jose Sędzia: Luke Pearce |
| 18 lipca 201515:00 | Tamura          | 6:20(3:11) |                               | Avaya Stadium, San Jose Sędzia: Luke Pearce |

| 18 lipca 201517:00 | Stany Zjednoczone                    | 16:21(3:21) | Samoa                                            | Avaya Stadium, San Jose Sędzia: JP Doyle |
| 18 lipca 201517:00 | Lamositele 5 (P) MacGinty 11 (pd 3K) | 16:21(3:21) | A. Tuilagi 5 (P) Tuala 5 (P) Fa'apale 11 (pd 3K) | Avaya Stadium, San Jose Sędzia: JP Doyle |

### Tydzień 2
| 24 lipca 201517:00 | Fidżi                                                                 | 30:30(17:10) | Samoa                                                                     | Cal Expo, Sacramento Sędzia: JP Doyle |
| 24 lipca 201517:00 | Volavola 10 (2pd 2K) Nakarawa 10 (2P) Talebula 5 (P) Lovobalavu 5 (P) | 30:30(17:10) | Ioane 5 (P) Stanley 7 (2pd K) Perez 10 (2P) Perenise 5 (P) Fa’apale 3 (K) | Cal Expo, Sacramento Sędzia: JP Doyle |

| 24 lipca 201519:00 | Kanada                                             | 18:28(15:10) | Tonga                                          | Swangard Stadium, Burnaby Sędzia: Federico Anselmi |
| 24 lipca 201519:00 | Carpenter 10 (2P) McRorie 5 (pd K) Underwood 3 (K) | 18:28(15:10) | Morath 13 (2pd 3K) Katoa 5 (P) Takulua 10 (2P) | Swangard Stadium, Burnaby Sędzia: Federico Anselmi |
| 24 lipca 201519:00 | Taumalolo · Veainu                                 | 18:28(15:10) |                                                | Swangard Stadium, Burnaby Sędzia: Federico Anselmi |

| 24 lipca 201520:00 | Stany Zjednoczone               | 23:18(9:11) | Japonia                                      | Cal Expo, Sacramento Sędzia: Luke Pearce |
| 24 lipca 201520:00 | MacGinty 18 (6K) Durutalo 5 (P) | 23:18(9:11) | Yamada 5 (P) Tatekawa 8 (pd 2K) Holani 5 (P) | Cal Expo, Sacramento Sędzia: Luke Pearce |
| 24 lipca 201520:00 | Ngwenya                         | 23:18(9:11) | Broadhurst                                   | Cal Expo, Sacramento Sędzia: Luke Pearce |

### Tydzień 3
| 29 lipca 201515:30 | Stany Zjednoczone            | 19:33(3:16) | Tonga                                             | BMO Field, Toronto Sędzia: Alexandre Ruiz |
| 29 lipca 201515:30 | Niua 9 (3K) Durutalo 10 (2P) | 19:33(3:16) | Morath 18 (3pd 4K) Vainikolo 10 (2P) Veainu 5 (P) | BMO Field, Toronto Sędzia: Alexandre Ruiz |

| 29 lipca 201518:00 | Fidżi                                                | 27:22(24:9) | Japonia                                 | BMO Field, Toronto Sędzia: Pascal Gaüzère |
| 29 lipca 201518:00 | Talebula 5 (P) Matavesi 17 (P 3pd 2K) Cavubati 5 (P) | 27:22(24:9) | Yamada 5 (P) Gorōmaru 12 (4K) Tui 5 (P) | BMO Field, Toronto Sędzia: Pascal Gaüzère |
| 29 lipca 201518:00 | Nakarawa · Maʻafu · Saulo                            | 27:22(24:9) |                                         | BMO Field, Toronto Sędzia: Pascal Gaüzère |

| 29 lipca 201520:30 | Kanada                                              | 20:21(13:3) | Samoa                                           | BMO Field, Toronto Sędzia: Angus Gardner |
| 29 lipca 201520:30 | Mackenzie 5 (P) Pritchard 10 (2pd 2K) Blevins 5 (P) | 20:21(13:3) | Stanley 11 (pd 3K) Perenise 5 (P) Taulafo 5 (P) | BMO Field, Toronto Sędzia: Angus Gardner |
| 29 lipca 201520:30 | Perez                                               | 20:21(13:3) |                                                 | BMO Field, Toronto Sędzia: Angus Gardner |

## Faza pucharowa

### Mecz o 5. miejsce
| 3 sierpnia 201514:00 | Stany Zjednoczone             | 15:13(12:3) | Kanada                            | Swangard Stadium, Burnaby Sędzia: Alexandre Ruiz |
| 3 sierpnia 201514:00 | MacGinty 15 (dg 4K)           | 15:13(12:3) | Underwood 8 (pd 2K) Blevins 5 (P) | Swangard Stadium, Burnaby Sędzia: Alexandre Ruiz |
| 3 sierpnia 201514:00 | MacGinty · Barrett · Peterson | 15:13(12:3) | Moonlight                         | Swangard Stadium, Burnaby Sędzia: Alexandre Ruiz |

### Mecz o 3. miejsce
| 3 sierpnia 201511:00 | Tonga                                                         | 31:20(16:11) | Japonia                    | Swangard Stadium, Burnaby Sędzia: Angus Gardner |
| 3 sierpnia 201511:00 | Morath 16 (2pd 4K) Aulika 5 (P) Vainikolo 5 (P) Takulua 5 (P) | 31:20(16:11) | Gorōmaru 15 (5K) Tui 5 (P) | Swangard Stadium, Burnaby Sędzia: Angus Gardner |
| 3 sierpnia 201511:00 | Latu                                                          | 31:20(16:11) | Leitch · Hopgood           | Swangard Stadium, Burnaby Sędzia: Angus Gardner |

### Mecz o 1. miejsce
| 3 sierpnia 201517:00 | Fidżi                                                                                               | 39:29(17:9) | Samoa                                           | Swangard Stadium, Burnaby Sędzia: Pascal Gaüzère |
| 3 sierpnia 201517:00 | Volavola 7 (2pd K) Nakarawa 10 (2P) Qera 5 (P) Matavesi 7 (2pd K) Matawalu 5 (P) Murimurivalu 5 (P) | 39:29(17:9) | Stanley 14 (pd 4K) Autagavaia 10 (2P) Lam 5 (P) | Swangard Stadium, Burnaby Sędzia: Pascal Gaüzère |
| 3 sierpnia 201517:00 | Yato                                                                                                | 39:29(17:9) |                                                 | Swangard Stadium, Burnaby Sędzia: Pascal Gaüzère |